# Солароло Райнерио
Соларо̀ло Райнѐрио (на италиански: Solarolo Rainerio, на местен диалект: Sularòl Rainèri, Суларол Райнери) е село и община в Северна Италия, провинция Кремона, регион Ломбардия. Разположено е на 28 m надморска височина. Населението на общината е 1017 души (към 2010 г.).